# Liverpool University Press
A Liverpool University Press (LUP), fundada em 1899, é a terceira editora universitária mais antiga da Inglaterra, depois da Oxford University Press e da Cambridge University Press. Como editora da Universidade de Liverpool, é especializada em línguas modernas, literatura, história e cultura visual. Ela publica mais de 150 livros por ano, além de 34 periódicos acadêmicos. Seus livros são distribuídos na América do Norte pela Oxford University Press.

## História
Em 2013, a LUP adquiriu os direitos das publicações da University of Exeter Press sobre arqueologia, estudos medievais, história, clássicos e história antiga e estudos paisagísticos.
Em 2014, a empresa anunciou o lançamento do Modern Languages Open, uma plataforma online de acesso aberto revisada por pares que publica pesquisas em todas as línguas modernas.
Em 2015, a editora lançou um novo selo denominado Pavilion Poetry, que publica coleções de poesia contemporânea. Mona Arshi foi uma das primeiras poetisas a ser publicada, e seu livro, Small Hands, ganhou o Prêmio Felix Dennis de Melhor Primeira Coleção no Forward Prizes for Poetry de 2015.

## Colaborações e atividades
A imprensa tem colaborações em andamento com Tate, Fundação para Arte e Tecnologia Criativa, Bluecoat Chambers, Associação de Monumentos Públicos e Escultura e Museus Nacionais de Liverpool.
É uma das treze editoras integrantes do projeto piloto Knowledge Unlatched, uma iniciativa de consórcio global de bibliotecas para financiar livros de acesso aberto.

## Prêmios
A editora foi pré-selecionada para o Independent Publishing Awards em 2012, 2013 e 2014, e em 2015 ganhou o Prêmio IPG de Editora Acadêmica e Profissional do Ano. No mesmo ano, ganhou o prêmio Bookseller Industry Award de Editora Acadêmica, Educacional e Profissional Independente do Ano.

## Revistas
Os periódicos publicados pela LUP incluem:
- Boletim de Estudos Hispânicos (desde 1923)
- O Indexador (desde 2019; anterior ao publicado pela Sociedade de Indexadores desde 1958)[9]
- Town Planning Review (TPR) (desde 1910), editada pela Universidade de Liverpool, Universidade de Manchester e Universidade Clemson nos Estados Unidos, e apoiada por um Conselho Editorial internacional[10][11][12]